# Huckleberry Finn (film 1920)
Huckleberry Finn è un film muto del 1920 diretto da William Desmond Taylor.
Interpretato da Lewis Sargent (Huck) e Gordon Griffith (Tom), è il primo adattamento cinematografico del famoso romanzo di Mark Twain, Le avventure di Huckleberry Finn. È anche la prima tra le molte versioni cinematografiche dei racconti di Mark Twain che hanno per protagonisti Tom Sawyer e Huckleberry Finn ad essere interamente affidata ad un cast giovanile. In Tom Sawyer (1917) e Huck and Tom (1918), entrambi basati su Le avventure di Tom Sawyer, le stesse parti erano state interpretate da due attori più che ventenni, Robert Gordon (Huck) e Jack Pickford (Tom). Sargent e Griffith erano attori bambini con già alle spalle una lunga carriera di successo e ben conosciuti dal pubblico.
Per quanto rappresentato secondo gli stereotipi del tempo, il personaggio di "Jim" offre a George H. Reed (al suo debutto cinematografico) l'opportunità di un ruolo di rilievo allora del tutto inusuale per un attore afroamericano nel cinema di Hollywood. All'epoca i ruoli protagonistici di personaggi afroamericani erano rarissimi e di norma interpretati da attori in "blackface", persino nei numerosi adattamenti de La capanna dello zio Tom. Prima di Reed, solo Sam Lucas era riuscito a rompere il pregiudizio come protagonista in Uncle Tom's Cabin, diretto da William Robert Daly nel 1914.

## Trama
Huckleberry "Huck" Finn, che possiede ben seimila dollari (la sua parte del tesoro trovato in una caverna nel corso di una sua avventura precedente con l'amico Tom Sawyer), viene adottato dalla vedova Douglas, una donna timorata di dio, che cerca di "civilizzare" il piccolo vagabondo del Sud. Mentre sta progettando con l'amico Tom di metter su una banda, Huck viene rapito dal padre, un ubriacone inetto e violento che vuole mettere le mani sul denaro del figlio depositato in banca. Maltrattato e minacciato dall'uomo, Huck riesce a fuggire navigando sul Mississippi sopra una zattera, in compagnia di Jim, uno schiavo fuggiasco. I due vivranno insieme molte avventure, incontrando sul loro cammino due truffatori che si fanno chiamare il "duca" e il "re di Francia" che, tra le altre malefatte, finiranno anche per vendere il povero Jim a tale Phelps. Huck riuscirà a salvare Jim e Phelps, conosciuta la verità, lascerà libero Jim e aiuterà Huck a tornare a casa dalla vedova Douglas.

## Produzione
Il film fu prodotto dalla Famous Players-Lasky Corporation e dalla Paramount Pictures

## Distribuzione
Distribuito dalla Famous Players-Lasky Corporation, il film - presentato da Jesse L. Lasky - uscì nelle sale cinematografiche statunitensi il 29 febbraio 1920.
Copia del film viene conservata negli archivi dell'International Museum of Photography and Film at George Eastman House che, nel 2010, ha restaurato la pellicola.

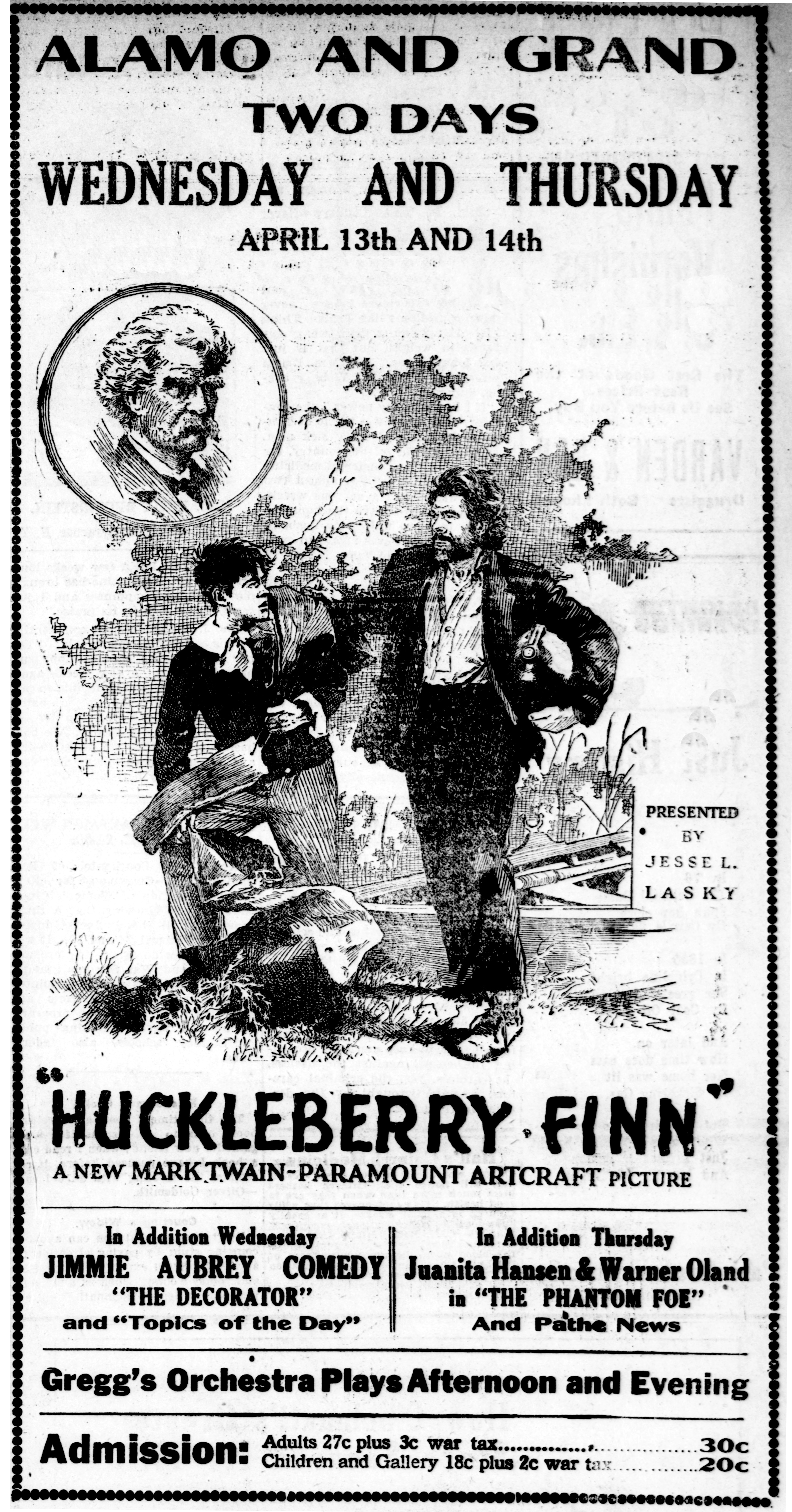
Pubblicità del film